# رولاند ساندز
رولاند ساندز (بالإنجليزية: Roland Sands)‏ هو متسابق دراجات نارية أمريكي، ولد في 12 أغسطس 1974.

## وصلات خارجية
- الموقع الرسمي